# Gustav Hollaender

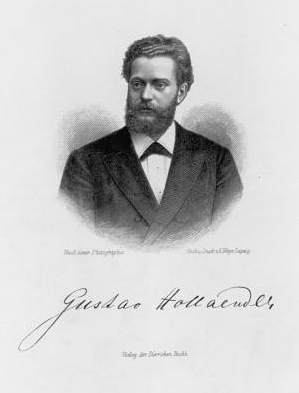

Gustav Julius Hollaender (* 15. Februar 1855 in Leobschütz, Provinz Schlesien; † 4. Dezember 1915 in Berlin) war ein deutscher Geiger, Dirigent und Komponist.

## Leben
Gustav Hollaender, Sohn des Arztes Siegmund Hollaender und dessen Ehefrau Renette Danziger, wuchs zunächst in Leobschütz, dann in Berlin auf. Seine jüngeren Brüder waren der spätere Komponist Victor Hollaender und der spätere Schriftsteller Felix Hollaender. Er studierte Violine zunächst am Leipziger Konservatorium bei Ferdinand David, dann an der Königlich Akademischen Hochschule für ausübende Tonkunst Berlin bei Joseph Joachim und Friedrich Kiel.
Seine selbstständige künstlerische Wirksamkeit begann er als königlicher Kammermusiker an der Berliner Hofoper. 1877 wurde er als Violinlehrer am F. Kullak’schen Musikinstitut angestellt. Auf einer Konzertreise nach Österreich begleitete er die Coloratursängerin Carlotta Patti, die Schwester Adelinas, als Solospieler. Mit Xaver Scharwenka (Klavier) und Heinrich Grünfeld (Cello) bildete er ein Klaviertrio und gestaltete 1871 bis 1881 Kammermusikabende in der Berliner Singakademie.
Es folgten 1881 eine Berufung nach Köln als Konzertmeister der dortigen Gürzenich-Konzerte und als Violinlehrer an der Rheinischen Musikschule sowie 1884 eine Anstellung als erster Konzertmeister am Kölner Stadttheater. In Köln gründete er zudem das Gürzenich-Quartett mit Emil Baré (zweite Violine), Josef Schwartz (Viola) und Friedrich Grützmacher junior (Cello), das erfolgreiche Konzertreisen in Deutschland, Belgien, England, Italien und Dänemark absolvierte.

Kopf eines Vertrages aus dem Jahr 1930

 Er war Mitglied der vereinigten Kölner Freimaurerloge Minerva zum vaterländischen Verein und Rhenana zur Humanität.
1894 übernahm er nach dem Tod von Jenny Meyer das Stern’sche Konservatorium in Berlin. Unter seiner Leitung erlebte das Konservatorium eine Blütezeit. Es wurde von mehr als tausend Schülerinnen und Schüler pro Jahr besucht und kam ohne jegliche Subvention aus. Mit Willy Nicking, Heinrich Brandler und Leo Schrattenholz gründete er erneut ein Streichquartett, das er nach dem Ausscheiden der beiden Letztgenannten durch Walther Rampelmann und Anton Hekking ergänzte.
Als Komponist schuf er Werke für Violine und Orchester, darunter drei Violinkonzerte sowie etliche Werke für Violine und Klavier. Weiterhin veröffentlichte er einige Studienwerke für Unterrichtszwecke. Stilistisch blieb er der Romantik verpflichtet.

## Kinder
Mit seiner Frau, der Sängerin Adelheid Hollaender, geb. Kirschstein (* 14. Dezember 1854 Anklam; † 6. März 1916 Berlin) hatte Gustav Hollaender vier Kinder:
- Melanie Viola Hollaender (* 1880 Berlin) wurde Lehrerin für Rezitation. Nach ihrer Heirat mit dem Kaufmann Heinrich Adolf Herz (1868–1925) nannte sie sich Herz-Hollaender. 1939 emigrierte sie nach England, wo sie 1953 in London starb.[3]
- Erich Leopold Hollaender (* 1883 Köln) wurde Cellist und Dirigent. Er emigrierte 1938 zusammen mit seiner dritten Frau, der Geigerin Pepi Trau (1894–1982) in der USA.[4] Er starb 1960 in New York City.[5]
- Kurt Anton Hollaender (* 1885 Köln) wurde Kaufmann und gründete nach der „Arisierung“ des Stern’schen Konservatoriums die Jüdische private Musikschule Hollaender, die noch bis 1940 in Berlin-Charlottenburg in der Sybelstraße 9 bestand. 1941 wurden er und seine Frau Herta (geb. Schwarz, * 1900) enteignet und am 29. Oktober 1941 in das Ghetto Litzmannstadt deportiert. Beide wurden am 4. Mai 1942  im Vernichtungslager Kulmhof ermordet.[6]
- Susanne Elisabeth Hollaender (* 1892 Köln) wurde Sängerin. 1914 heiratete sie den Juristen Ismar Landsberg (1878–1923).[7] Sie arbeitete als Miteigentümerin ebenfalls an der Jüdischen privaten Musikschule Hollaender. Am 29. Januar 1943 wurde sie in das KZ Auschwitz deportiert[8] und dort kurze Zeit später ermordet.